# ݭ
Sīn deux points verticaux suscrits ‹ ݭ › est une lettre additionnelle de l’alphabet arabe utilisée dans l’écriture du kalami, du gawar-bati et de l’ormuri.

## Utilisation
En ormuri, ‹ ݭ › représente une consonne fricative alvéolo-palatale sourde [ɕ].
En gawar-bati, ‹ ݭ › est utilisé et représente une consonne fricative rétroflexe voisée [ʂ].